# 工業住宅
工業住宅是指在法定工業用地所蓋的住宅，工業住宅主要因週邊都市土地價格昂貴故利用工業區工廠用地興建住宅。依捷運系統法如捷運新莊線的丹鳳站、迴龍站周邊。新竹工業區因大量工作人員進駐，附近也產生工業住宅。
這類住宅售價通常會低於市價10%~20%，而不同於違章建築的地方，是這類房地產僅在土地利用上違法，建物本身並沒有違法，土地利用上原本應該用來設置廠房、宿舍、事務所，而實際上卻作為住宅使用。

## 風險

### 自住風險
以自住身分購買工業住宅，可能會遇到房屋貸款、公共安全、法規等問題。房屋貸款方面，銀行可能會給予較低的貸款成數，而政府的優惠貸款會因為實際使用不符土地規劃造成不符申請資格。在居住環境方面，如果周邊工廠發生公安事故，居住環境容易被波及。在法規方面可能會需要繳交捐地代金或面臨行政罰鍰。

### 投資風險
投資工業住宅比起自住需求多了流動性風險，當房地產市場萎縮時，這類的不動產在市場上較難脫手。

### 建設風險
住宅的起造廠商對於違法土地利用一定知情，為了能順利銷售這類房地產，很可能在行銷上隱匿部分資訊而造成交易糾紛。

## 知名建案

### 新北市
- 泰山區：金璽御品 - 已變更為一般住宅，為就地合法罕見案例
- 新莊區：峰景鳳翔、鈴木華城、星北市、輔大世界大樓
- 中和區：元氣大鎮、漢皇SUPER
- 淡水區：南加州
- 北投區：H24雲端
- 深坑區：信義線上